# Godzilla contro i robot
Godzilla contro i robot (ゴジラ対メカゴジラ?, Gojira tai Mekagojira, lett. "Godzilla contro MechaGodzilla") è un film del 1974 diretto da Jun Fukuda.
Si tratta del quattordicesimo sequel del film Godzilla del 1954.
Ultimo film della serie diretto da Fukuda, ha risollevato gli incassi della serie grazie al grande successo del Mechagodzilla (possibilmente ispirato da Mechani-Kong, clone robotico di King Kong del film King Kong, il gigante della foresta), che verrà più volte ripreso nei film successivi.

## Trama
Ad Okinawa circola una profezia: un giorno arriverà un immenso mostro che rischierà di distruggere la Terra, ma sarà fermato dall'intervento di altri due mostri.
La profezia sembra avverarsi quando Godzilla senza motivo attacca il Giappone, arrivando anche a ferire gravemente Anguirus, suo compagno in tante battaglie.
Nessuno sa spiegarsi tale cambiamento, finché non compare un secondo Godzilla, che attacca il primo smascherandolo: si tratta di Mechagodzilla, gigantesco automa che riproduce le fattezze del Godzilla originale, ed è stato costruito da una civiltà aliena per conquistare la Terra.
Dopo una prima battaglia che si conclude con un pareggio, MechaGodzilla necessita di riparazioni. Gli alieni (simili a Scimmie) quindi rapiscono uno scienziato con sua figlia, che uccideranno se l'uomo non riparerà per loro il gigantesco automa.
A quel punto MechaGodzilla è pronto per la battaglia, ma stavolta Godzilla ha al suo fianco King Ceasar, divinità protettrice del popolo Izumi. I due mostri attaccano MechaGodzilla e lo distruggono, grazie a Godzilla che decapita l'automa compiendo così la profezia.

## Produzione
La serie festeggia il suo ventennale e quindi si torna a investire in un progetto più ambizioso dando un budget più alto, con l'introduzione di due nuovi personaggi, il sauro meccanico MechaGodzilla e il dio King Ceasar, ispirato a Shīsā, specie animale della mitologia di Okinawa, nelle isole giapponesi Ryūkyū.  Godzilla dal canto suo abbandona totalmente la natura di creatura frutto del nucleare e di un uso sconsiderato della scienza, e assume la caratura di vera e propria forza della natura, perfettamente correlata all'ambiente, dal quale trae la sua energia: il riferimento più preciso è alla suggestiva scena in cui lo vediamo caricarsi attraverso l'elettricità prodotta dai fulmini.